# La sfida dei MacKenna
La sfida dei MacKenna ist ein Italowestern mit spanischer Beteiligung aus dem Jahr 1969. Eine Aufführung in Deutschland wurde unter dem Titel Ein Dollar, ein Grab und zwei Ave Maria angekündigt, fand jedoch nicht statt.

## Inhalt
Ein ehemaliger Priester kämpft nicht nur gegen seine Schuldgefühle und seinen Glaubensverlust an, sondern auch – verwickelt in einen Streit um Farmland – gegen Bösewichte, eine unglückliche junge Dame und einen psychologisch angeschlagenen Farmerssohn.

## Kritiken
„Überdurchschnittlicher Western dank mehrdimensionaler Darstellungskunst und einem soliden Drehbuch.“

„Eine Menge an Wendungen und Überraschungen gibt es in diesem Film, zu dessen Pluspunkten auch die Musik von de Masi zählt. John Ireland mit überragender Darstellung“